# Donald R. Cressey
Donald Ray Cressey (* 27. April 1919; † 21. Juli 1987 in Solvang, Kalifornien) war ein US-amerikanischer Soziologe und Kriminologe. Er gilt als Pionier der Erforschung von Wirtschaftskriminalität und von organisierter Kriminalität.
Cressey studierte an der Iowa State University und an der Indiana University, wo er 1950 zum Ph.D. promoviert wurde. Als Mitarbeiter von Edwin H. Sutherland war er an der Formulierung der zweiten und endgültigen Fassung der Theorie der differentiellen Kontakte beteiligt. Er lehrte als Soziologie-Professor an der University of California in Santa Barbara.

## Cresseys Betrugs-Dreieck
Cressey entwickelt das Betrugs-Dreieck (Fraud Triangle), das nach wie vor als Frühwarninstrument in Organisationen angewandt wird. Cressey selbst benutzte diesen Begriff zu Lebzeiten nicht. Nach Cresseys Theorie sollen folgende drei Faktoren gemeinsam gegeben sein, damit die Wahrscheinlichkeit doloser Handlungen groß wird:
1. Gelegenheit: fehlende oder ineffektive Kontrolle, einfache Unachtsamkeit, falscher Ton an der Unternehmensspitze
2. Motivation: nicht nur Anreiz, sondern auch Druck können eine Tat begünstigen
3. Rechtfertigung: der Täter neutralisiert/rationalisiert seine Tat vor sich selbst sowie vor anderen Personen.

Neueste Untersuchungen belegen, dass alle Fraud Triangle-Faktoren in der Praxis fließend ineinander übergehen, z. B. kann die Gelegenheit der laschen Kontrolle einen motivierenden Anreiz oder der empfundene Druck eine Rechtfertigung darstellen. Das Fraud Triangle wurde im Jahr 2004 um einen weiteren Faktor, die Fähigkeit zur Tat, ergänzt. Im Gegensatz zur Gelegenheit kann es sich dabei um die Kenntnis des Täters von einer Sicherheitslücke, die sozialmanipulative Intelligenz oder auch die hierarchische Funktion in der Organisation handeln. Mit diesem vierten Faktor wird das Dreieck als Fraud Diamond bezeichnet.
Für zwei der drei von Cressey identifizierten Motivationsfaktoren griff er auf Gedanken des US-amerikanischen Soziologen deutsch-dänischen Ursprungs Svend Riemer (1905–1977) zurück.

## Schriften
- Organized crime and criminal organizations. W. Heffer and Sons, Cambridge 1971, ISBN 0-85270-069-5.
- Other People's Money. A Study in the Social Psychology of Embezzlement. 2. Auflage. Patterson Smith, Montclair (New Jersey) 1973, ISBN 0-87585-202-5.
- mit Edwin H. Sutherland: Criminology. 10. Auflage. Lippincott, Philadelphia 1978, ISBN 0-397-47384-2.
- Social problems. 6. Auflage. HarperCollins College Publishers, New York 1996, ISBN 0-673-99079-6.
- Theft of the nation. The structure and operations of organized crime in America. 2. Auflage. Transaction Publishers, Piscataway (New Jersey) 2008, ISBN 978-1-4128-0764-7.